# Pseudagrion nubicum
Pseudagrion nubicum é uma espécie de libelinha da família Coenagrionidae.
Pode ser encontrada nos seguintes países: Benim, Botswana, Burkina Faso, Camarões, Chade, República Democrática do Congo, Costa do Marfim, Egipto, Etiópia, Gâmbia, Gana, Quénia, Malawi, Mali, Namíbia, Níger, Nigéria, Senegal, Serra Leoa, Sudão, Tanzânia, Togo, Uganda, Zâmbia, Zimbabwe e possivelmente no Burundi.
Os seus habitats naturais são: pântanos, lagos de água doce, lagos intermitentes de água doce, marismas de água doce e marismas intermitentes de água doce.